# ド・スノンヌ夫人の肖像
『ド・スノンヌ夫人の肖像』（ド・スノンヌふじんのしょうぞう、仏: Portrait de madame de Senonnes, 英: Portrait of Madame de Senonnes）は、フランス新古典主義の巨匠ドミニク・アングルが1814年に制作した肖像画である。油彩。のちにアレクサンドル・ド・スノンヌ子爵の夫人となるマリ＝ジュヌヴィエーヴ＝マルグリット・マルコ（Marie-Genevieve-Marguerite Marcoz, 1783年-1828年）を描いている。肖像画が完成したとき彼女は31歳であった。アングルは以前に1813年の素描でも彼女を描いていた。肖像画はアングルの最高傑作の1つと考えられている。彼女は非常に魅力的かつ貴族的であったため、肖像画を軽蔑していることを公言しながらも肖像画から得られる収入を必要としていたアングルは、他の依頼を引き込むためにこの作品に多大な労力を費やした。現在はロワール＝アトランティック県ナントにあるナント美術館に所蔵されている。

## 人物
ド・スノンヌ夫人ことマリ＝ジュヌヴィエーヴ＝マルグリット・マルコは1783年にリヨンの毛織物業を営む比較的裕福な家庭に生まれた。1802年に織物商ジャン・タランシエ（Jean Talansier）と結婚して1803年にローマに移り、その年に娘ジュヌヴィエーヴ＝アメリーナ・タランシエ（Geneviève-Amélina Talensier）をもうけた。しかし、結婚生活はうまくいかず、1809年に別居した。タランシエはフランス軍で戦うためにローマを離れ、2度負傷した。彼女はイタリア人であると偽って芸術のサークルで社交を始め、セノンヌ子爵アレクサンドル・ド・ラ・モット＝バラセと出会い、フランスに帰国した翌年の1815年に結婚した。1828年に死去。

## 作品

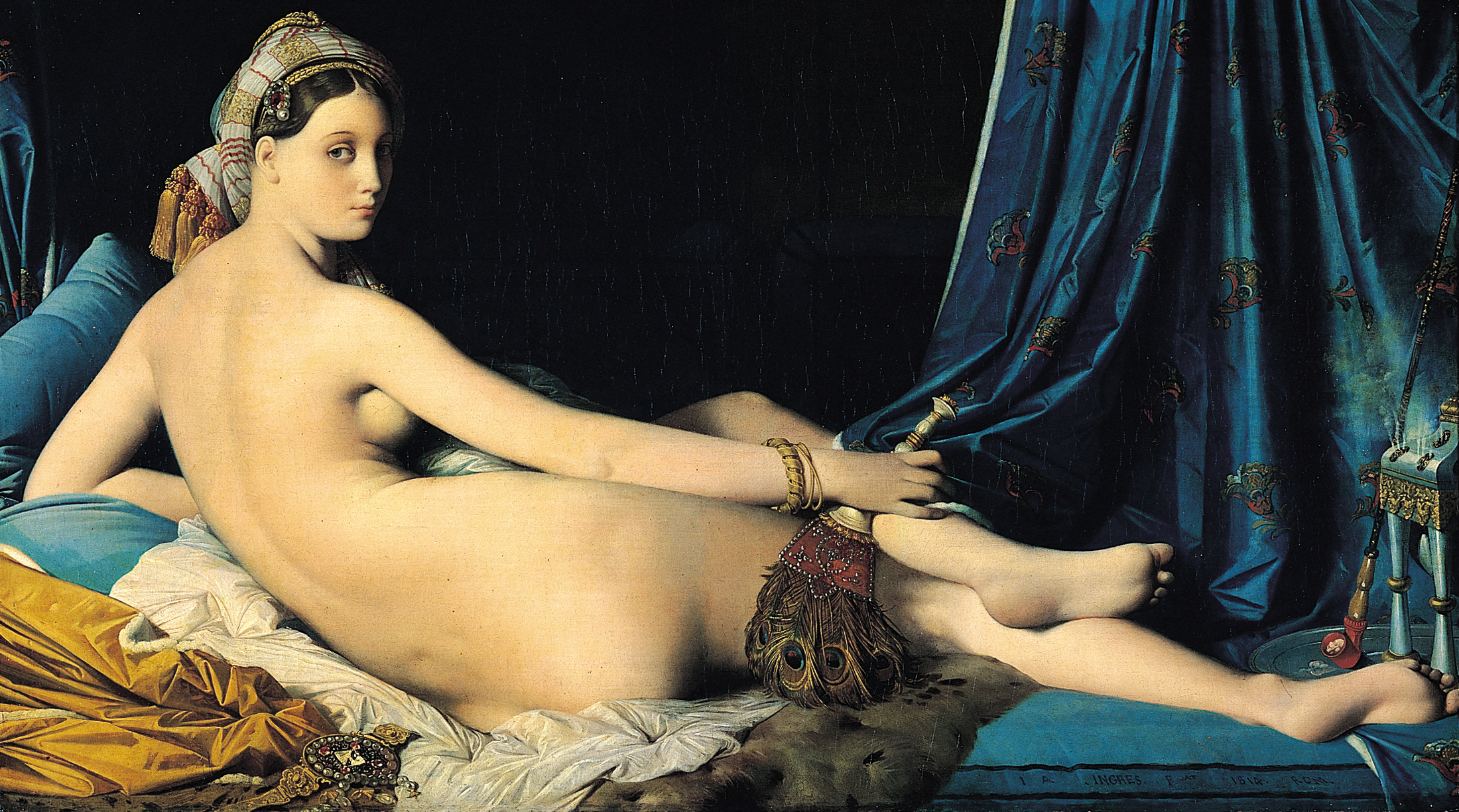
ドミニク・アングルの1814年の『グランド・オダリスク』。ルーヴル美術館所蔵。

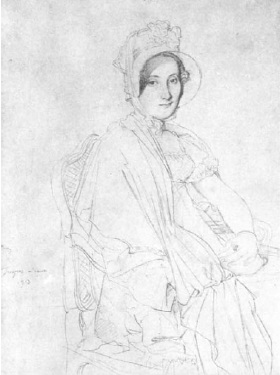
素描作品『後のド・スノンヌ子爵夫人マリ・マルコの肖像』。1813年。デトロイト美術館所蔵。

長椅子に座ったマリ＝ジュヌヴィエーヴ＝マルグリットは魅惑的で物憂げな姿態で描かれている。髪を後ろできつくまとめている。彼女は黄土色のインド産モスリンを用いたブロンドレースの襟のある透明なレースで縁取られた低いネックラインの豪華なベルベットのドレスを着ており、白いカシミアのショールを持っている。彼女は大きな暗い鏡を背景に明るい赤と金色で描かれている。鏡は蝋燭の明かりに照らされ、彼女の後頭部と特に首の曲線を映している。彼女の両手の指には淡い赤と緑の宝石をちりばめた13もの指輪がはめられており、白い枕とハンカチを撫でている。アングルのすべての女性の肖像画と同様に、モデルには手足がなく、まるで彼女の身体が骨格で支えられていないかのようである。アングルの署名は鏡の端に差し挟まれた名刺に書かれている。
この作品はアングルが鏡の使用とそれによって可能となる空間の延長を十分に探求した最初の作品である。しかし1805年の『リヴィエール嬢の肖像』（Portrait de Mademoiselle Rivière）ではそれほど成功しなかった。アングルが触発された作品の中にはジャック＝ルイ・ダヴィッドの1799年の『ヴェルニナック夫人の肖像』（Portrait de madame de Verninac）や、レオナルド・ダ・ヴィンチの『ラ・ベル・フェロニエール』（Belle Ferronnière）などがある。
何人かの美術史家は本作品をアングルの同時期の作品『グランド・オダリスク』（La Grande Odalisque）と比較している。たとえばキュレーターのフィリップ・コニスビーは肖像画の色調を『グランド・オダリスク』と比較している。美術史家ロバート・ローゼンブラムは肖像画の制作年を『グランド・オダリスク』と同じ1814年と見なし、東方のオダリスクに対する西洋の女性像として描いたと考えた。また肖像画の当初の構想が『グランド・オダリスク』と同じ臥像であった点を挙げ、習作素描の1つがジャック＝ルイ・ダヴィッドの『レカミエ夫人の肖像』（Portrait de madame Récamier）やアントニオ・カノーヴァの『ヴィーナス・ヴィンチトリーチェとしてのポーリーヌ・ボルゲーゼ・ボナパルト』（Paolina Borghese Bonaparte come Venere Vincitrice）とよく似た臥像として描かれていたことを指摘している。

## 来歴
1828年に彼女が死去したのち、肖像画は1831年まで夫である子爵の所有物となっていったが、借金取りに追われた子爵は肖像画を兄弟のスノンヌ侯爵ピエール・ヴァンサン・ガシアン・ドゥ・ラ・モット＝バラセ（Pierre Vincent Gatien de la Motte-Baracé, marquis de Senonnes）のもとに送り、侯爵はそれをフランス西部のフヌーに所有しているソトレ城に保管した。ピエールの死後、肖像画は彼の一族に遺産として相続されると1852年までソトレ城にあり、その後美術商に売却された。売却価格は120フランであった。翌1853年にナント美術館によって4,000フランで購入された。1867年のアングルの回顧展、1900年のパリ万国博覧会で展示された。

## 素描
小さな紙に描かれた習作がいくつか現存している。最も初期の素描では、官能的に長椅子の上に身を横えるマリ＝ジュヌヴィエーヴ＝マルグリットが描かれている。後期の素描では彼女の上半身と胸の表現に重点が置かれている。

## ギャラリー
座像の関連画像

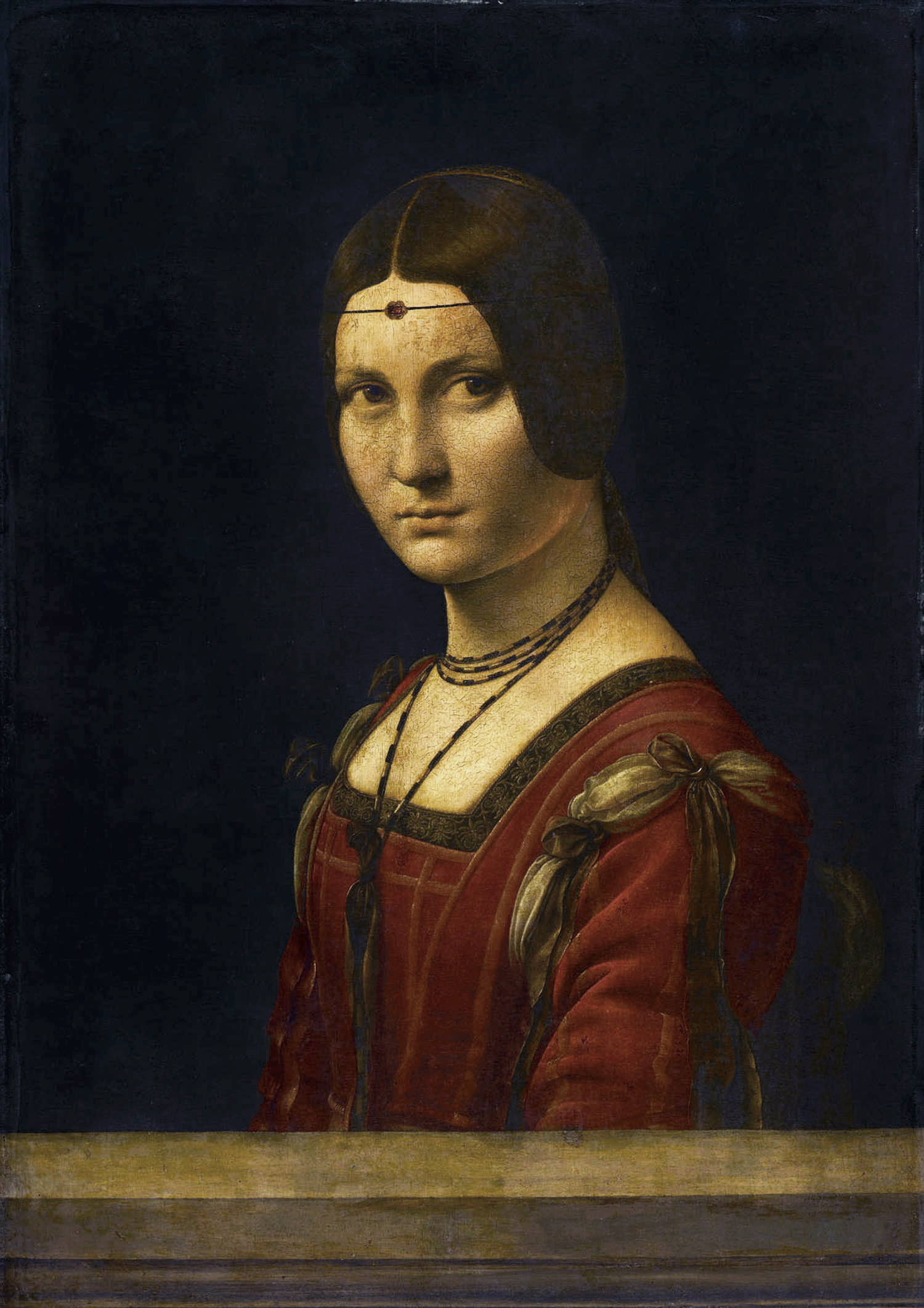
レオナルド・ダ・ヴィンチ『ラ・ベル・フェロニエール』1495年頃 ルーヴル美術館所蔵
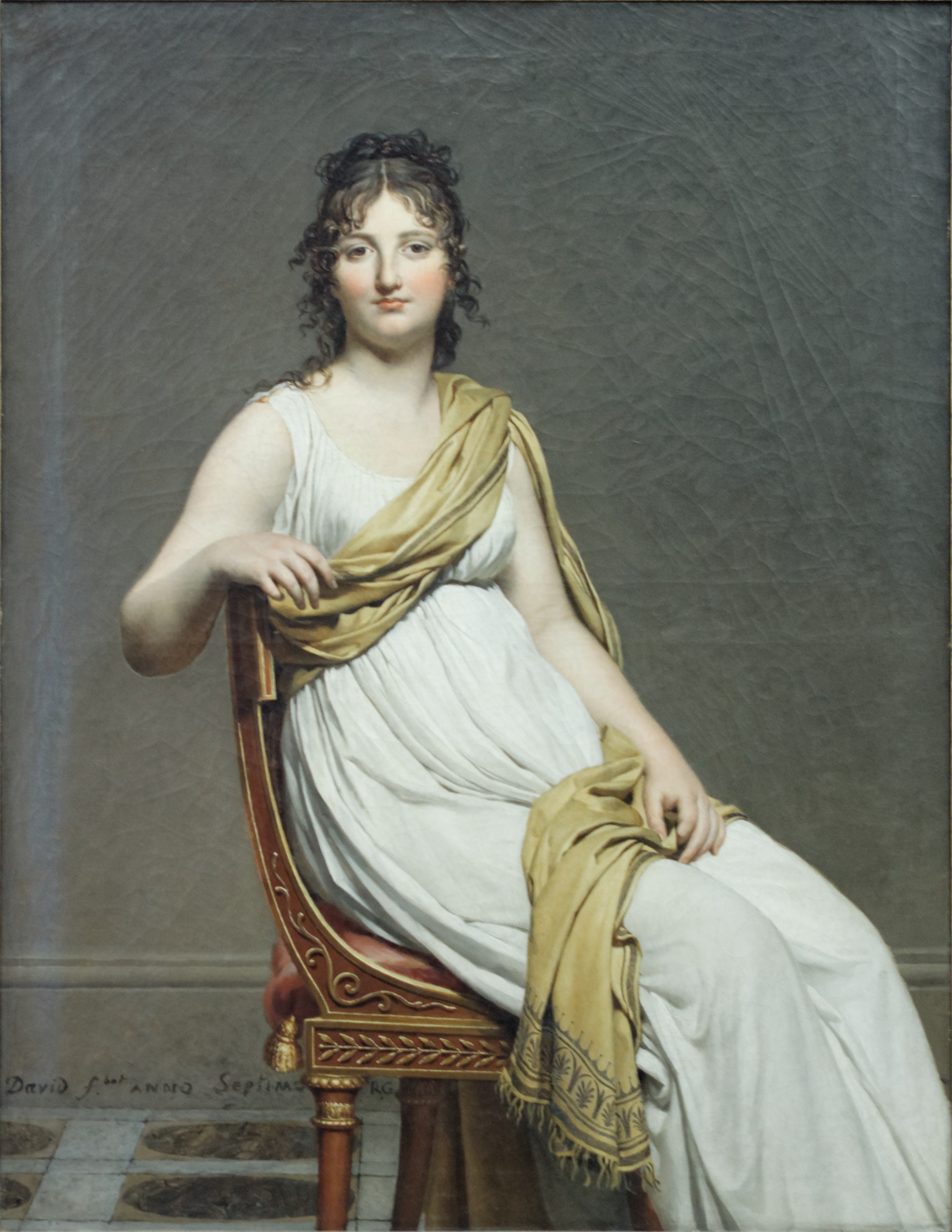
ジャック＝ルイ・ダヴィッド『ヴェルニナック夫人の肖像』1799年 ルーヴル美術館所蔵
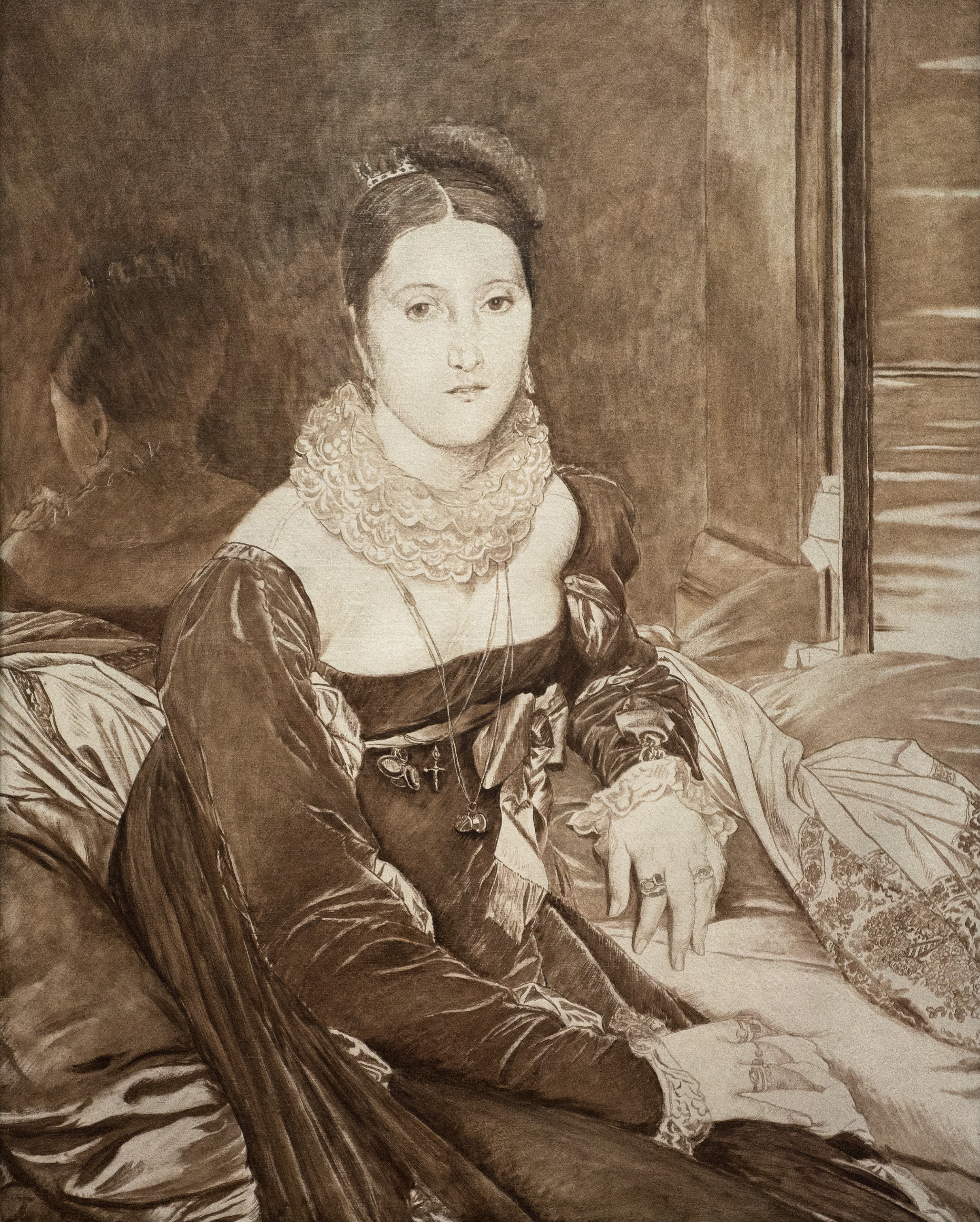
ジェームズ・ティソによるグリザイユの複製 1899年 ナント美術館所蔵

習作素描

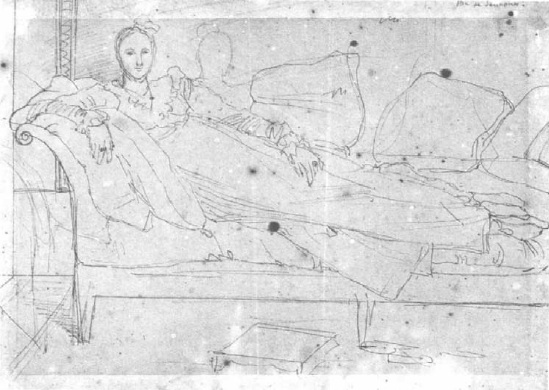
『ド・スノンヌ夫人の肖像のための習作』1813年-1814年 アングル美術館所蔵
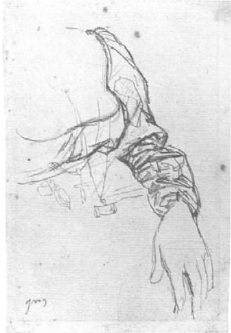
『ド・スノンヌ夫人の肖像のための習作』1813年-1814年 アングル美術館所蔵
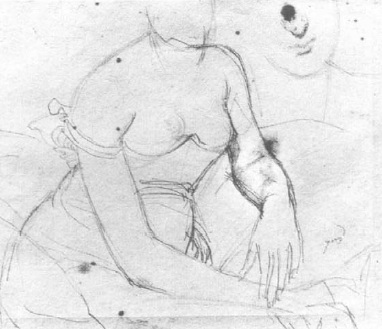
『ド・スノンヌ夫人の肖像のための習作』1813年-1814年 アングル美術館所蔵

臥像の関連画像

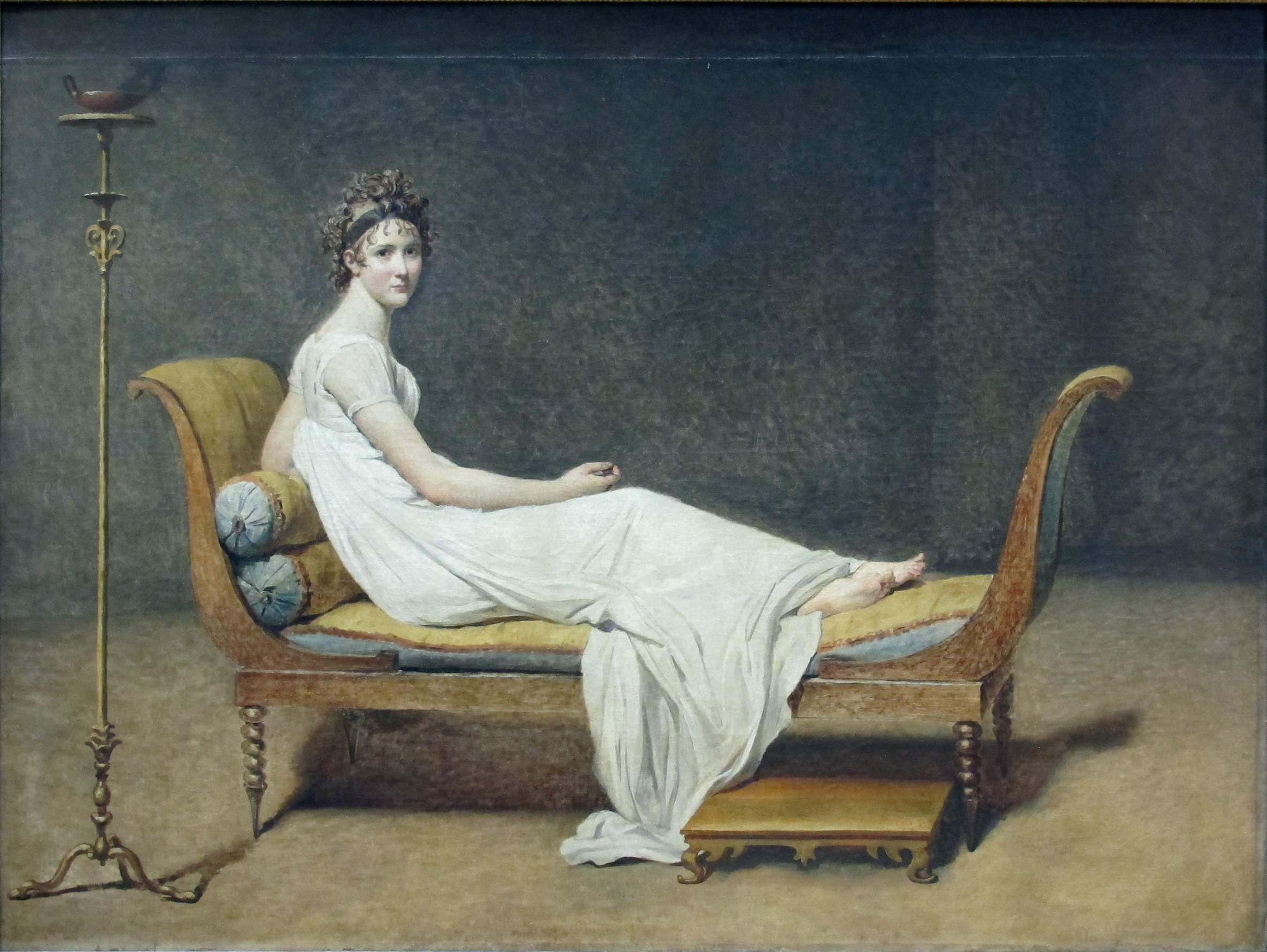
ジャック＝ルイ・ダヴィッド『レカミエ夫人の肖像』1800年 ルーヴル美術館所蔵
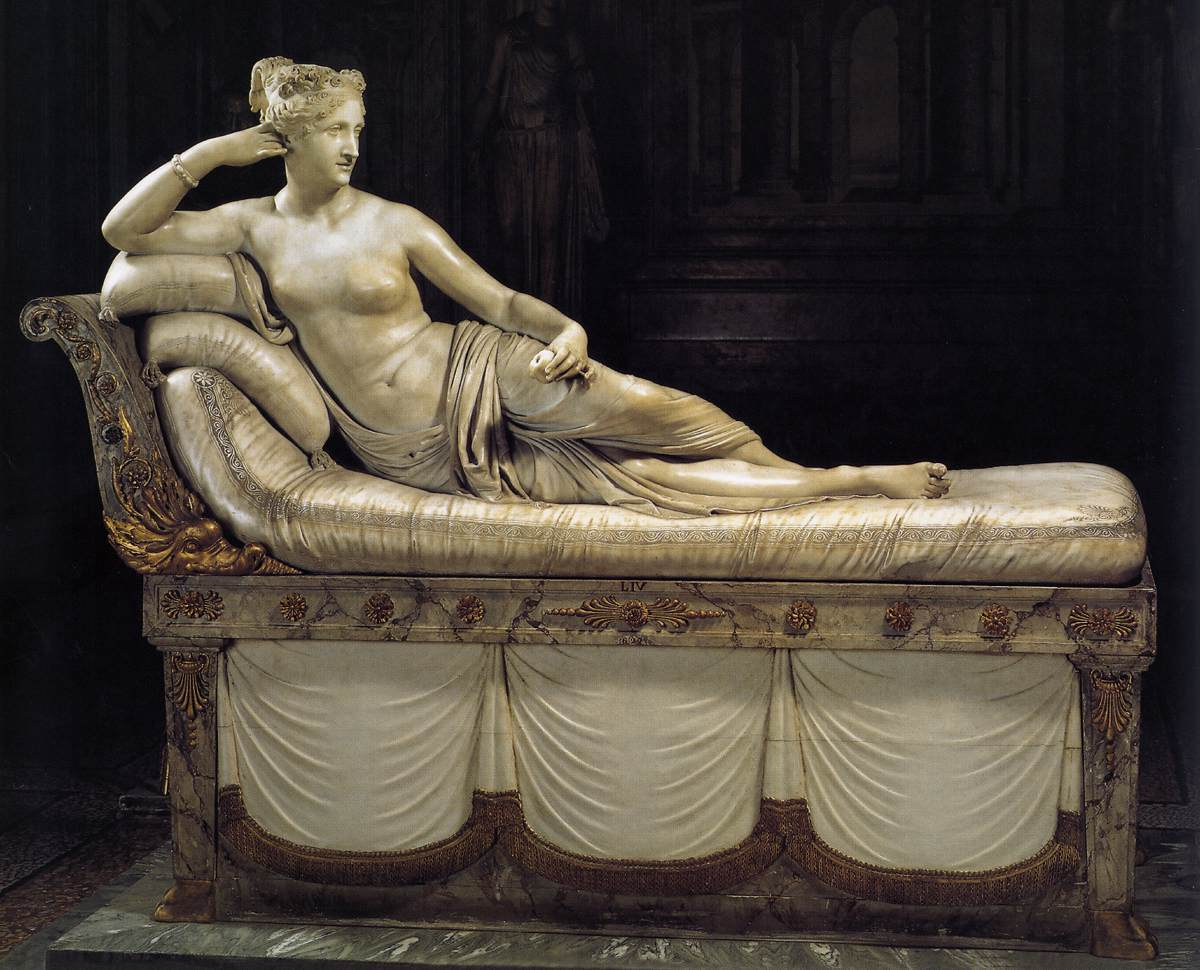
アントニオ・カノーヴァ『ヴィーナス・ヴィンチトリーチェとしてのポーリーヌ・ボルゲーゼ・ボナパルト』1804年-1808年 ボルゲーゼ美術館所蔵